# 姉崎海岸
姉崎海岸（あねさきかいがん）は、千葉県市原市の姉崎地区にある大字。郵便番号は299-0107。

## 概要
姉崎地区の北側にある。八幡海岸通、五井海岸、五井南海岸、千種海岸とともに市原市臨海部の工業地域を形成している。姉崎海岸には出光興産や住友化学などの主に石油化学系の工場が多く立地している。

## 地理
北は東京湾、東は姉崎、南は椎津、西は袖ケ浦市北袖と接している。

## 地価
2016年の公示地価によると、千葉県市原市姉崎海岸103番で28,200円/平方メートルである。

## 世帯数と人口
2022年4月1日現在の世帯数と人口は以下の通りである。
| 町丁字   | 世帯数 | 人口 |
| -------- | ------ | ---- |
| 姉崎海岸 | 36世帯 | 39人 |

## 通学区域
市立小中学校及び県立高校に通学する場合の通学区域は以下の通りである。
| 町丁字   | 番地 | 小学校             | 中学校             | 県立高校 |
| -------- | ---- | ------------------ | ------------------ | -------- |
| 姉崎海岸 | 一部 | 市原市立姉崎小学校 | 市原市立姉崎中学校 | 第9学区  |
| 姉崎海岸 | 一部 | 市原市立明神小学校 | 市原市立姉崎中学校 | 第9学区  |

## 施設
- 姉崎火力発電所
- 住友化学
- 出光興産
- 日本板硝子
- 姉崎中央自動車学校

## 交通

### 鉄道
- 京葉臨海鉄道（貨物線）椎津駅
- 客扱駅はないが、最寄り駅は姉ケ崎駅である。

### 道路
- 国道16号